# Талик
Талик е участък от незамръзнали скали и почва в райони с вечна замръзналост, разпространен под повърхността или са част от слой с частично размразявяне. Различават се два вида талики: линейни, пронизващи слоя с вечна замръзналост и нелинейни или лъжливи, т.е. затворени отдолу. Терминът талик («talik») е въведен официално в международната географска терминология.
Таликите могат да бъдат с различен произход:
- Радиационно-топлинни – образуват се в резултат от затоплящото въздействие на такива природни фактори, като повишена слънчева радиация („радиационни талики“), натрупване на дебела снежна покривка („топлинни талики“) или инфилтрация на дъждовна вода („дъждовно-радиационни талики“). Талики от този вид съществуват предимно по южната граница на зоната с вечна замръзналост.
- Хидрогенни талики – образуват се вследствие на затоплящото влияние на речни („подречни талики“), морски („субмаринни талики“) и езерни води („подезерни талики“) и други водоеми. Хидрогенните талики съществуват във всички части на зоните с вечна замръзналост.
- Вулканогенни талики – образуват се в резултат от вулканична активност.
- Техногенни талики – образуват се в резултат от човешката дейност.